# Kim Ekdahl Du Rietz
Kim Andreas Ekdahl Du Rietz (* 23. Juli 1989 in Lund) ist ein schwedischer Handballtrainer und ehemaliger Handballspieler.

## Karriere
Ekdahl Du Rietz begann in seiner Heimatstadt mit dem Handballspiel. Für den örtlichen Erstligisten LUGI HF debütierte er auch 2005 – als 16-Jähriger – in der schwedischen Eliteserien. Im Sommer 2011 schloss sich der linke Rückraumspieler dem französischen Erstligisten HBC Nantes an. Zur Saison 2012/13 wechselte er in die deutsche Handball-Bundesliga zu den Rhein-Neckar Löwen. Mit den Löwen gewann er 2013 den EHF Europa Pokal. 2014 erreichte er das Final Four im DHB-Pokal und wurde Deutscher Vizemeister. In den Spielzeiten 2015/16 und 2016/17 wurde er mit den Rhein-Neckar Löwen jeweils Deutscher Meister. Nach der Saison 2016/17 beendete er seine Karriere. Im März 2018 gab er sein Comeback bei den Rhein-Neckar Löwen. 2018 gewann er mit den Löwen den DHB-Pokal. Ab dem Sommer 2018 lief er für den französischen Verein Paris Saint-Germain auf. Mit Paris gewann er 2019 und 2020 die französische Meisterschaft. Nach der Saison 2019/20 beendete er erneut seine Karriere. Anlässlich der EHF European League und ihrem Final-Four-Turnier am 22./23. Mai 2021 half er nochmals bei den von großem Verletzungspech geplagten Rhein-Neckar Löwen aus.
Er bestritt 96 Länderspiele für die schwedische Nationalmannschaft. Bei der Europameisterschaft 2008 in Norwegen, der Europameisterschaft 2010 in Österreich und der Weltmeisterschaft 2011 in Schweden gehörte er nur zum erweiterten Aufgebot seines Landes. Bei der Europameisterschaft 2012 belegte er den zwölften Platz. Bei den Olympischen Sommerspielen 2012 in London gewann er mit Schweden die Silbermedaille. Bei der Europameisterschaft 2014 in Dänemark wurde er Siebter und mit 25 Toren in sechs Spielen bester Werfer seines Teams.
Neben seinem Bachelorstudium in Global Studies in Hongkong übernahm er im Juli 2023 die Männer-Handballnationalmannschaft von Hongkong.

## Bundesligabilanz
| Saison    | Verein             | Spielklasse | Spiele | Tore | 7-Meter | Feldtore |
| --------- | ------------------ | ----------- | ------ | ---- | ------- | -------- |
| 2012/13   | Rhein-Neckar Löwen | Bundesliga  | 28     | 94   | 0       | 94       |
| 2013/14   | Rhein-Neckar Löwen | Bundesliga  | 31     | 109  | 0       | 109      |
| 2014/15   | Rhein-Neckar Löwen | Bundesliga  | 35     | 113  | 0       | 113      |
| 2015/16   | Rhein-Neckar Löwen | Bundesliga  | 32     | 86   | 0       | 86       |
| 2016/17   | Rhein-Neckar Löwen | Bundesliga  | 32     | 132  | 0       | 132      |
| 2017/18   | Rhein-Neckar Löwen | Bundesliga  | 12     | 53   | 0       | 53       |
| 2012–2018 | gesamt             | Bundesliga  | 170    | 587  | 0       | 587      |

## Erfolge
- Deutscher Meister 2016 und 2017 mit den Rhein-Neckar Löwen
- DHB-Pokal-Sieger 2018 mit den Rhein-Neckar Löwen
- Französischer Meister 2019 und 2020 mit Paris Saint-Germain